# Arisaema yanxianum
Arisaema yanxianum là một loài thực vật có hoa trong họ Ráy (Araceae). Loài này được Z.Y.Zhu & B.Q.Min mô tả khoa học đầu tiên năm 2001.